# Vegetación tropical (Martinica)
Vegetación tropical (Martinica), o Paisaje de la Martinica (en francés Végétation Tropicale, Martinica), es un cuadro de Paul Gauguin hecho en 1887 en la isla Martinica. Se conserva en Edimburgo, en la Galería Nacional de Escocia. Se conoce por la referencia número 232 del catálogo de Wildenstein (W.232).

## Contexto
Gauguin estuvo varios meses en la Martinica, junto con el pintor Charles Laval. Venían de trabajar en el Canal de Panamá para pagarse el viaje. Se instalaron en Le Carbet, cerca de la antigua capital  Saint-Pierre. Escribió así a su mujer:

Nos hemos instalado en una cabaña de negros y es un paraíso al lado del istmo [de Panamá]. Por debajo nuestro está el mar adornado de cocoteros, por encima, árboles frutales de todas las especies a veinticinco minutos de la villa.

La bahía de Saint-Pierre ofrece una vista espléndida desde Morne de Orange, el cerro situado al sur cerca de Le Carbet. Arriba de la colina hay una llanura sin vegetación, y un monumento a Notre-Dame-du-Port. Al norte se encuentra la Montaña Pelée, un volcán que entró en erupción en 1902, quince años después de pintar el cuadro, destruyendo la antigua capital y toda la zona.

## Descripción
El paisaje es la vista de la bahía de Saint-Pierre desde Morne de Orange, pero Gauguin añade intencionadamente la vegetación eliminando todos los elementos de la civilización. Probablemente, la vegetación pintada era la que había cerca de Le Carbet y Gauguin la traslada a la colina añadiéndola detrás del paisaje de la bahía.

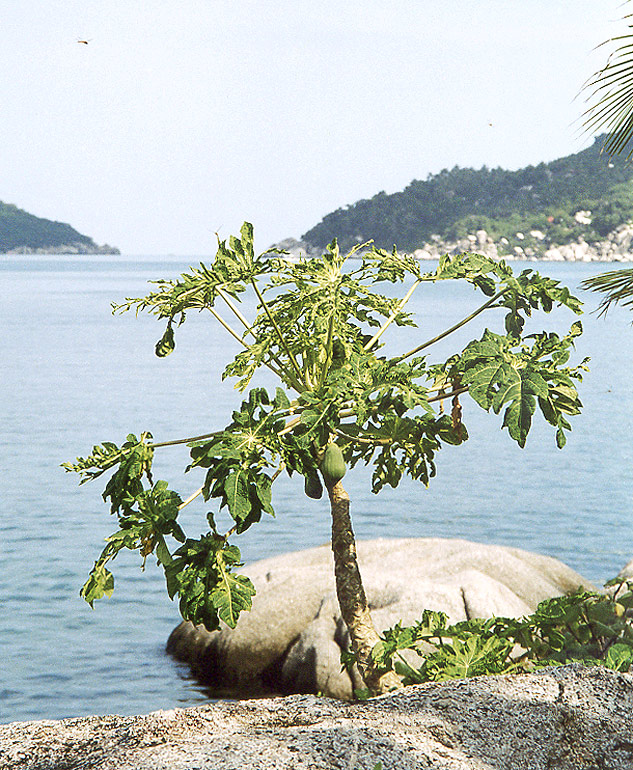
Árbol de papaya.
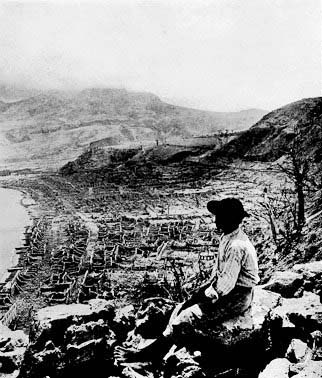
El mismo paisaje después de la erupción del Mont Pelée, en 1902.
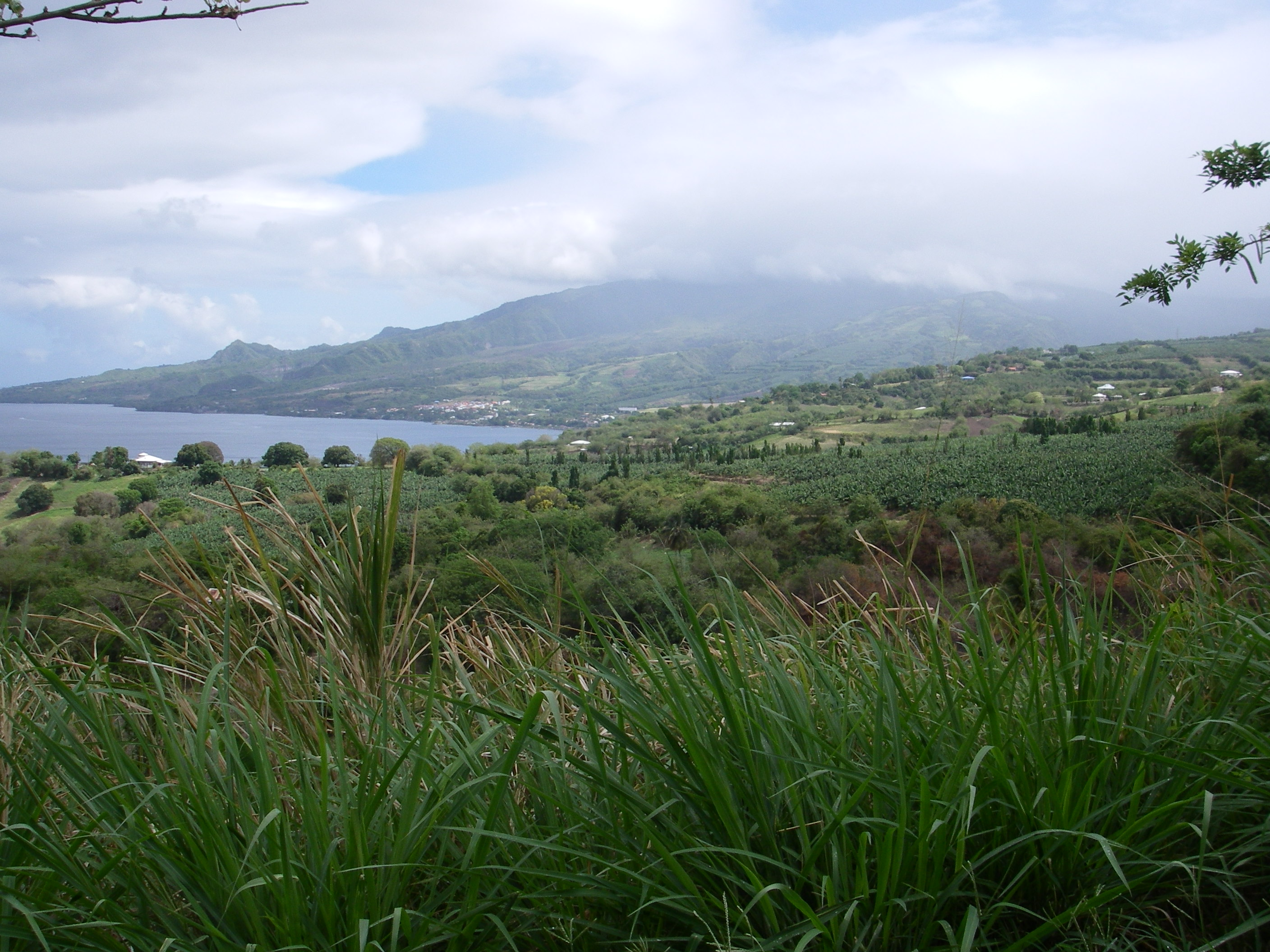
Vista actual de la bahía de Saint-Pierre.

En el lado de abajo a la derecha se encuentra la inscripción «1887 / P.Gauguin».
El carácter exótico del paisaje queda expresado por los colores brillantes. Al fondo se ven las últimas laderas del volcán cerca del mar. Recortando el cielo hay un árbol de papaya de dos ramas. El follaje en primer plano está hecho con pinceladas visibles de estilo impresionista, en cambio la vegetación baja y los árboles tienen una forma más estilizada con colores planos. La armonía de colores y la simplificación de formas son los primeros pasos del post-impresionismo.
Entre los arbustos aparece un gallo, seguramente un símbolo de la presencia francesa. Poco antes Gauguin había estado en las obras del Canal de Panamá y había visto cómo la cultura occidental modificaba el paisaje y costumbres autóctonas.

## Repercusiones
La experiencia exótica de la Martinica fue el preludio de la maduración adquirida años más tarde en Tahití.
La pintura fue vendida por el propio Gauguin al compositor Ernest Chausson probablemente por 500 francos.